# Кауфман, Хаим
Хаим Кауфман (ивр. חיים קופמן‎; 12 декабря 1934, Тель-Авив — 7 августа 1995) — израильский политический деятель, член Кнессета.

## Биография
Родился 12 декабря 1934 года в Тель-Авиве.
Служил в Артиллерийском корпусе.
Затем изучал юриспруденцию в Школе юриспруденции и экономики в Тель-Авиве. Кроме иврита знал английский и идиш.
Был председателем молодёжного отделения движения Херут, председателем организации «Молодёжь Херута», членом секретариата Ликуда и председателем муниципального отдела, членом руководства и координатором Ликуда, председателем совета филиала Ликуда в Петах-Тикве, редактором издания Ликуда «В Эрец-Исраэль».
С 19 января по 13 июня 1977 года (неполная каденция) был депутатом Кнессета 8-го созыва от партии Ликуд, членом комиссии по внутренним делам и экологии.
С 13 июня 1977 года по 20 июля 1981 года был депутатом Кнессета 9-го созыва от партии Ликуд. Член подкомиссии по жилищным проблемам демобилизованных солдат из друзского, черкесского и бедуинского секторов. Член совместной комиссии по вопросу о подъёме местными органами власти городских налогов. Член подкомиссии по поиску нефти. Член комиссии по экономике. Член комиссии по иностранным делам и безопасности. Председатель подкомиссии по проблеме общественного транспорта в Гуш-Дане. Член комиссии по вопросам государственного контроля и финансовой комиссии. Исполняющий обязанности председателя коалиции. Председатель блока «Херут».
С 20 июля 1981 года по 13 августа 1984 года был депутатом Кнессета 10-го созыва от партии Ликуд. Член комиссии по экономике. Член финансовой комиссии.
С 28 августа 1981 года по 1984 год — заместитель министра финансов.
С 13 августа 1984 года по 21 ноября 1988 года был депутатом Кнессета 11-го созыва от партии Ликуд. Член финансовой комиссии. Член комиссии по иностранным делам и безопасности. Член комиссии по экономике. Член особой комиссии по развитию экспорта. Член комиссии по делам Второго управления телерадиовещания. Член парламентской следственной комиссии по вопросам аварий на дорогах в государстве Израиль. Председатель коалиции в правительстве национального единства. Председатель фракции «Ликуд».
С 8 октября 1990 года по 13 июля 1992 года (неполная каденция) был депутатом Кнессета 12-го созыва от партии Ликуд. Заместитель председателя Кнессета. Член финансовой комиссии.
С 13 июля 1992 года по 7 августа 1995 года (неполная каденция) был депутатом Кнессета 13-го созыва от партии Ликуд. Член совместной комиссии к Закону о государственном страховании здоровья. Член финансовой комиссии. Оппозиционный центр Финансовой комиссии.
Умер 7 августа 1995 года.